# Heteropogon
Heteropogon (лат.) — род хищных ктырей из подсемейства Stenopogoninae (триба Cyrtopogonini). Более 50 видов. Палеарктика, Неарктика, Неотропика. Длина тела от 7 до 18 мм. Мухи с плоским лицом и горбатым видом. Высота головы меньше её ширины. Первые членики лапок длиннее остальных. Форма тела разнообразная. Щупики 2-члениковые, усики 3-члениковые. Некоторые представители рода Heteropogon монофаги, питаются только муравьями. Род был впервые выделен в 1847 году немецким энтомологом Фридрихом Германом Лёвом.
В Европе 9 видов, в Палеарктике более 20.
- Heteropogon aurocinctus Séguy, 1934
- Heteropogon erinaceus Loew, 1871
- Heteropogon loewi Lehr, 1970
- Heteropogon manicatus  (Meigen, 1820)
- Heteropogon manni  Loew, 1854
- Heteropogon nubilus  (Wiedemann, 1820)
- Heteropogon ornatipes  Loew, 1851
- Heteropogon scoparius  Loew, 1847
- Heteropogon timondavidi  Tsacas, 1970